# Wietrzychowo
Wietrzychowo (deutsch Dietrichsdorf, auch Adlig Dietrichsdorf) ist ein Dorf in der polnischen Woiwodschaft Ermland-Masuren. Es gehört zur Gmina Nidzica (Stadt- und Landgemeinde Neidenburg) im Powiat Nidzicki (Kreis Neidenburg).

## Geographische Lage
Wietrzychowo liegt im Südwesten der Woiwodschaft Ermland-Masuren, sieben Kilometer nördlich der Kreisstadt Nidzica (deutsch Neidenburg).

## Geschichte

### Dietrichsdorf (Gut)
Das vor 1785 Dietrichshof genannte Gutsdorf wurde 1422 gegründet. 1874 wurde es in den neu errichteten Amtsbezirk Lahna (polnisch Łyna) eingegliedert, der bis 1945 bestand und zum ostpreußischen Kreis Neidenburg gehörte. Im Jahre 1910 zählte der Gutsbezirk Dietrichsdorf 117 Einwohner.
Aufgrund der Bestimmungen des Versailler Vertrags stimmte die Bevölkerung in den Volksabstimmungen in Ost- und Westpreußen am 11. Juli 1920 über die weitere staatliche Zugehörigkeit zu Ostpreußen (und damit zu Deutschland) oder den Anschluss an Polen ab. In Dietrichsdorf (Gut) stimmten 86 Einwohner für den Verbleib bei Ostpreußen, auf Polen entfielen keine Stimmen.
Am 30. Januar 1928 schlossen sich Adlig Dietrichsdorf, Köllmisch Dietrichsdorf (polnisch Wietrzychówko) und der Gutsbezirk Dietrichsdorf zur neuen Landgemeinde Dietrichsdorf zusammen.

### Adlig Dietrichsdorf
Wie auch der Gutsbezirk Dietrichsdorf kam auch Adlig Dietrichsdorf, dessen Gründungszeit nicht bekannt ist, 1874 zum Amtsbezirk Lahna (polnisch Łyna) im Kreis Neidenburg. Im Jahre 1910 zählte Adlig Dietrichsdorf 280 Einwohner.
Aufgrund der Bestimmungen des Versailler Vertrags stimmte die Bevölkerung in den Volksabstimmungen in Ost- und Westpreußen am 11. Juli 1920 über die weitere staatliche Zugehörigkeit zu Ostpreußen (und damit zu Deutschland) oder den Anschluss an Polen ab. In Adlig Dietrichsdorf stimmten 223 Einwohner für den Verbleib bei Ostpreußen, auf Polen entfielen keine Stimmen.
Mit dem Gutsbezirk Dietrichsdorf und der Landgemeinde Köllmisch Dietrichsdorf schloss sich Adlig Dietrichsdorf am 30. Januar 1928 zur neuen Landgemeinde Dietrichsdorf zusammen.

### Dietrichsdorf (Gemeinde)/Wietrzychowo
In der 1928 aus drei Orten zusammengeschlossenen Landgemeinde belief sich die Zahl der Einwohner 1933 auf 504 und 1939 auf 473.
In Kriegsfolge wurde Dietrichsdorf 1945 mit dem gesamten südlichen Ostpreußen an Polen überstellt und erhielt die polnische Namensform „Wietrzychowo“. Heute ist das Dorf mit dem Sitz eines Schulzenamts (polnisch Sołectwo) eine Ortschaft im Verbund der Gmina Nidzica (Stadt- und Landgemeinde Neidenburg) im Powiat Nidzicki (Kreis Neidenburg), bis 1998 der Woiwodschaft Olsztyn, seither der Woiwodschaft Ermland-Masuren zugehörig. Im Jahre 2011 zählte Wietrzychowo 379 Einwohner.

## Kirche
Bis 1945 war Dietrichsdorf ebenso wie Adlig Dietrichsdorf in die evangelische Kirche Lahna in der Kirchenprovinz Ostpreußen der Kirche der Altpreußischen Union und auch in die römisch-katholische Kirche Neidenburg im Bistum Ermland eingepfarrt.
Heute gehört Wietrzychowo katholischerseits zur Herz-Mariä-Kirche Łyna im Erzbistum Ermland, außerdem evangelischerseits zur Heilig-Kreuz-Kirche Nidzica in der Diözese Masuren der Evangelisch-Augsburgischen Kirche in Polen.

## Verkehr
Wietrzychowo ist von der Woiwodschaftsstraße 545 bei Kolonia Waszulki aus über die Nebenstraße nach Łyna zu erreichen. Eine Verbindungsstraße führt auch von Wietrzychówko (Köllmisch Dietrichsdorf) in den Ort.
Die nächste Bahnstation ist Dobrzyń (Gutfeld), die an der Bahnstrecke Działdowo–Olsztyn liegt. Früher bestand außerdem Bahnanschluss über den Nachbarort Nibork Drugi (Neidenburg Forst) an der – jetzt aber nicht mehr befahrenen – Bahnstrecke Nidzica–Wielbark (Neidenburg–Willenberg).